# Georg Michaelis
Georg Michaelis (Haynau, 8 settembre 1857 – Bad Saarow, 21 luglio 1936) è stato un politico tedesco. Fu Cancelliere Imperiale dal 14 luglio al 31 ottobre 1917.

## Biografia
Michaelis nacque a Chojnów (Haynau in tedesco), nella provincia prussiana della Slesia, e crebbe a Francoforte sull'Oder. Studiò giurisprudenza nelle Università di Breslavia, di Lipsia e Würzburg dal 1876 al 1884 diventando dottore in legge. Dal 1885 al 1889 visse e lavorò a Tokyo come professore di legge per la Società tedesca per le scienze.
Dopo il suo ritorno in Germania divenne un membro dell'amministrazione prussiana. Nel 1909 venne nominato sottosegretario di stato al ministero del tesoro prussiano a Berlino. Dal 1915 in avanti fu a capo della Reichsgetreidestelle, l'ufficio responsabile per l'amministrazione del grano e del frumento prussiano durante la prima guerra mondiale.
Dopo che il Reichstag e il ministero della difesa forzarono le dimissioni di Theobald von Bethmann-Hollweg (14 luglio 1917), Michaelis divenne Cancelliere della Germania e primo ministro della Prussia. Mantenne entrambe le cariche fino al 31 ottobre 1917, quando venne obbligato a dimettersi da cancelliere dopo le aspre critiche per il suo rifiuto di approvare una risoluzione già approvata dal Reichstag per favorire la pace senza annessioni o indennità. Inoltre era sempre di più visto come un fantoccio dello Stato Maggiore, cioè dei generali Hindenburg e Ludendorff che ne erano a capo.
Michaelis tentò di conservare l'incarico di primo ministro prussiano, ma senza successo. Dal 1º aprile 1918 al 31 marzo 1919 fu Oberpräsident della Pomerania, una provincia prussiana. Dopo la fine della prima guerra mondiale cooperò con il locale consiglio dei soldati e dei lavoratori. Nonostante ciò il governo socialista prussiano lo rimpiazzò presto.
Dopo le sue dimissioni, Michealis lavorò nel campo delle lobby economiche, organizzazioni studentesche, nel sinodo della Chiesa evangelica della vecchia unione prussiana e divenne membro del Partito Popolare Nazionale Tedesco (DVNP). Nel 1921 pubblicò le sue memorie, Für Staat und Volk. Eine Lebensgeschichte.
Georg Michaelis morì il 24 luglio 1936 a Bad Saarow (Brandeburgo) a 78 anni.